# Uchacq-et-Parentis
Uchacq-et-Parentis (okzitanisch: Uishac e Parentias) ist eine französische Gemeinde mit 610 Einwohnern (Stand: 1. Januar 2022) im Département Landes in der Region Nouvelle-Aquitaine. Sie gehört zum Arrondissement Mont-de-Marsan und zum Kanton Mont-de-Marsan-1.

## Geographie
Uchacq-et-Parentis liegt etwa sechs Kilometer nordwestlich des Stadtzentrums von Mont-de-Marsan. Durch den Süden der Gemeinde fließt der Estrigon. Umgeben wird Uchacq-et-Parentis von den Nachbargemeinden Cère im Norden, Canenx-et-Réaut im Nordosten, Saint-Avit im Osten, Mont-de-Marsan im Südosten, Campet-et-Lamolère im Süden sowie Saint-Martin-d’Oney im Westen und Südwesten.

## Bevölkerungsentwicklung
| Jahr                       | 1962 | 1968 | 1975 | 1982 | 1990 | 1999 | 2006 | 2017 |
| Einwohner                  | 276  | 360  | 356  | 365  | 403  | 496  | 568  | 589  |
| Quellen: Cassini und INSEE |      |      |      |      |      |      |      |      |

## Sehenswürdigkeiten
- Kirche Saint-Étienne in Uchacq, Portal Monument historique

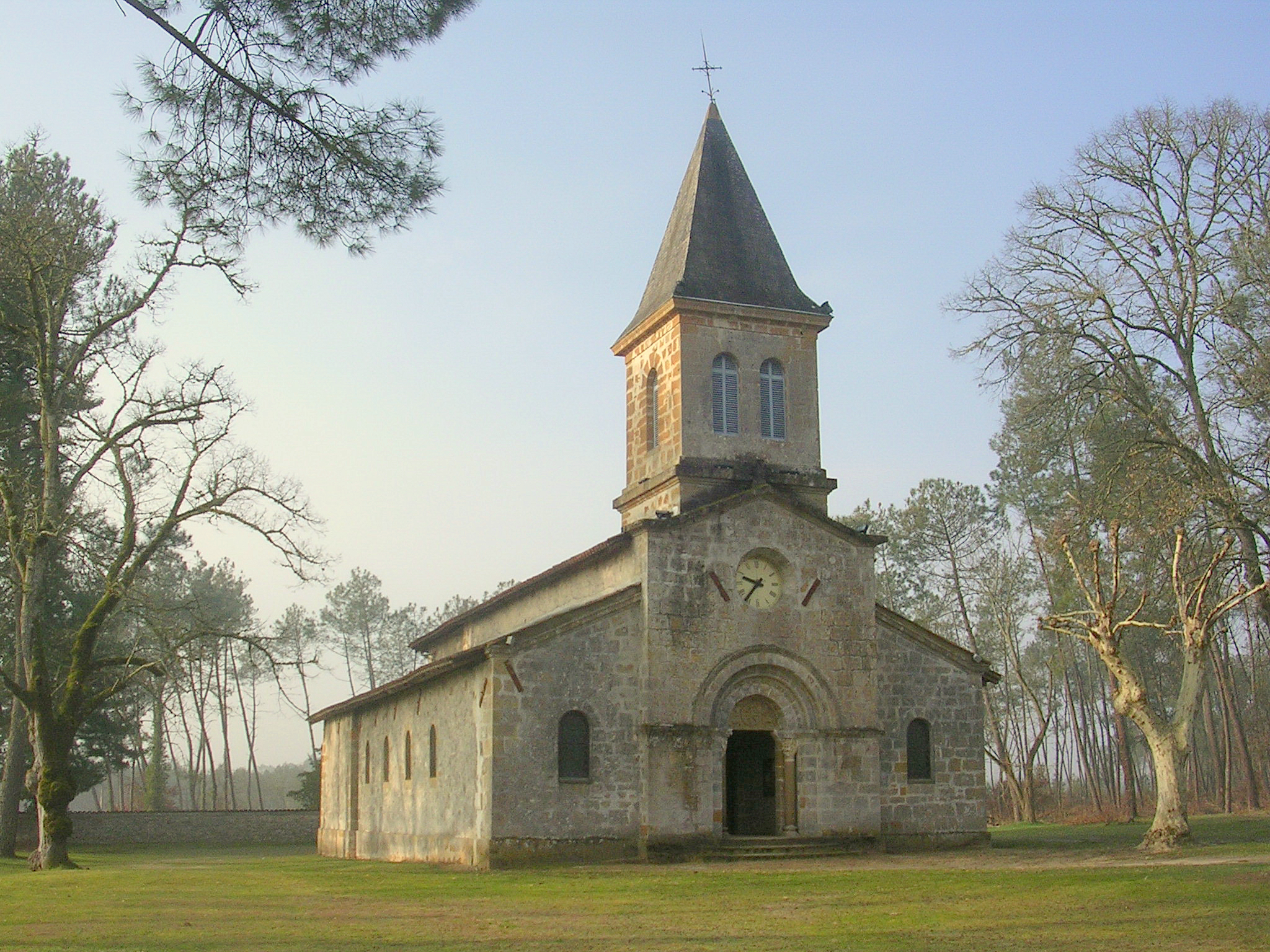
Kirche Saint-Étienne

- Kirche Saint-Laurent in Parentis